# Your Forma
Your Forma (ユア・フォルマ Yua Foruma?) es una serie de novelas ligeras japonesas escritas por Mareho Kikuishi e ilustradas por Tsubata Nozaki. La serie comenzó a publicarse bajo el sello Dengeki Bunko de ASCII Media Works en marzo de 2021. A agosto de 2023, se han publicado seis volúmenes.
Una adaptación al manga, ilustrada por Yoshinori Kisaragi, se serializó en la revista Young Ace de Kadokawa Shoten desde junio de 2021 hasta septiembre de 2023, con sus capítulos individuales recopilados en tres volúmenes. Una adaptación televisiva de la serie de anime producida por Geno Studio se emitió en abril a junio de 2025.

## Argumento
En un 2023 alternativo, el Your Forma, una milagrosa tecnología de «hilo inteligente» desarrollada inicialmente para tratar un brote masivo de encefalitis vírica, se ha convertido en parte integrante de la vida cotidiana. Pero estos prácticos dispositivos tienen un inconveniente invasivo: registran cada visión, sonido e incluso emoción que experimentan sus usuarios. Para la investigadora electrónica Echika Hieda, bucear en los recuerdos de la gente a través de Your Forma y buscar pruebas para resolver los crímenes más difíciles forma parte de su trabajo diario. El problema es que es tan buena en lo que hace que sus ayudantes se fríen literalmente los sesos intentando seguirle el ritmo. 
Después de mandar a demasiados ayudantes al hospital, los altos mandos finalmente proporcionan a Echika un compañero a su altura, un androide brillante pero descarado llamado Harold Lucraft. ¿Tendrá este improbable dúo lo que hace falta para resolver sus sospechas mutuas y evitar que una infección tecnológica mortal se extienda por todo el mundo antes de que sea demasiado tarde?

## Personajes
Echika Hieda (エチカ・ヒエダ?)
 Seiyū: Kana Hanazawa
Harold W. Lucraft (ハロルド・W・ルークラフト Harorudo W. Rūkurafuto?)
 Seiyū: Kenshō Ono
Bigga (ビガ Biga?)
 Seiyū: Nao Tōyama
Totoki (トトキ?)
 Seiyū: Aya Endō
Fokine (フォーキン Fōkin?)
 Seiyū: Nobuhiko Okamoto
Darya (ダリヤ Dariya?)
 Seiyū: Ayaka Nanase
Lexie (レクシー Rekushī?)
 Seiyū: Chiwa Saitō
Benno (ベンノ?)
 Seiyū: Yū Hayashi
Kuprian Valentinovich Napolov (ナポロフ Naporofu?)
 Seiyū: Koichi Yamadera
Kazimir Matinovich Szubin (シュビン Shubin?)
 Seiyū: Tomokazu Sugita
Sozon A. Chernov (ソゾン Sozon?)
 Seiyū: Jun Fukuyama
Raissa Germaine Robin (ライザ Raiza?)
 Seiyū: Hisako Tōjō

## Contenido de la obra

### Novelas ligeras
Your Forma es escrito por Mareho Kikuishi e ilustradas por Tsubata Nozaki y comenzó a publicarse bajo el sello Dengeki Bunko de ASCII Media Works el 10 de marzo de 2021. Hasta abril de 2025, se han publicado siete volúmenes.
En octubre de 2021, Yen Press anunció que había licenciado la serie para su publicación en inglés.
| Volúmenes de novelas ligeras publicadas | Volúmenes de novelas ligeras publicadas | Volúmenes de novelas ligeras publicadas |
| Número                                  | Fecha de lanzamiento                    | ISBN                                    |
| --------------------------------------- | --------------------------------------- | --------------------------------------- |
| 1                                       | 10 de marzo de 2021                     | ISBN 978-4-04-913686-9                  |
| 2                                       | 10 de junio de 2021                     | ISBN 978-4-04-913687-6                  |
| 3                                       | 10 de noviembre de 2021                 | ISBN 978-4-04-914001-9                  |
| 4                                       | 8 de abril de 2022                      | ISBN 978-4-04-914152-8                  |
| 5                                       | 9 de diciembre de 2022                  | ISBN 978-4-04-914678-3                  |
| 6                                       | 10 de agosto de 2023                    | ISBN 978-4-04-915136-7                  |
| 7                                       | 10 de abril de 2025                     | ISBN 978-4-04-915504-4                  |

### Manga
Una adaptación al manga, ilustrada por Yoshinori Kisaragi, se publicó en Young Ace del 4 de junio de 2021 al 4 de septiembre de 2023. Kadokawa Shoten publicó los capítulos individuales en tres volúmenes tankōbon.
En la Anime Expo 2022, Yen Press anunció que también obtuvo la licencia de la adaptación al manga para su publicación en inglés.
| Volúmenes de manga publicados | Volúmenes de manga publicados | Volúmenes de manga publicados |
| Número                        | Fecha de lanzamiento          | ISBN                          |
| ----------------------------- | ----------------------------- | ----------------------------- |
| 1                             | 9 de noviembre de 2021        | ISBN 978-4-04-111922-8        |
| 2                             | 28 de diciembre de 2023       | ISBN 978-4-04-113163-3        |
| 3                             | 28 de diciembre de 2023       | ISBN 978-4-04-113164-0        |

### Anime
Se anunció una adaptación a serie de televisión de anime en el evento del 30° aniversario de Dengeki Bunko el 15 de julio de 2023. La serie está producida por Twin Engine, animada por Geno Studio y dirigida por Takaharu Ozaki, con Kazuyuki Fudeyasu a cargo de la composición de la serie, Chikashi Kadekaru diseñando los personajes y Tatsuya Katō componiendo la música. La serie se emitió del 2 de abril al 25 de junio de 2025 en el nuevo bloque de programación IMAnimation W de TV Asahi. El tema de apertura es "GRIDOUT" interpretado por Yama, Mientras que el tema final es "NEO-LUDDITE" interpretado por 9Lana. REMOW obtuvo la licencia de la serie y la transmitió a nivel internacional a través en el canal de YouTube It's Anime, en Estados Unidos y América Latina a través de Amazon Prime Video, en América del Norte a través de Samsung TV Plus, en Francia a través de Animation Digital Network y en América Latina a través de Anime Onegai. Una miniserie de anime derivada titulada Petit Forma Denpan Kyoku Nisshi también se estrenó en YouTube el 28 de marzo de 2025.

## Recepción
La serie ganó el gran premio en el 27º Premio de Novela Dengeki en 2021. En la edición de 2022 de la guía Kono Light Novel ga Sugoi!, la serie ocupó el puesto 18 en la categoría de obra nueva.
Chiriuchi Taniguchi de Real Sound elogió a los personajes principales y su relación, así como la trama y el escenario de la serie. Demelza de Anime UK News elogió la historia y los personajes, comparando la historia con Psycho-Pass.